# Imen Ben Othmane
Imen Ben Othmane (Tunisi, 6 ottobre 1977) è un'ex cestista tunisina.

## Carriera
Con la Tunisia ha disputato i Campionati mondiali del 2002.